# Markuskirche (Frankfurt am Main)

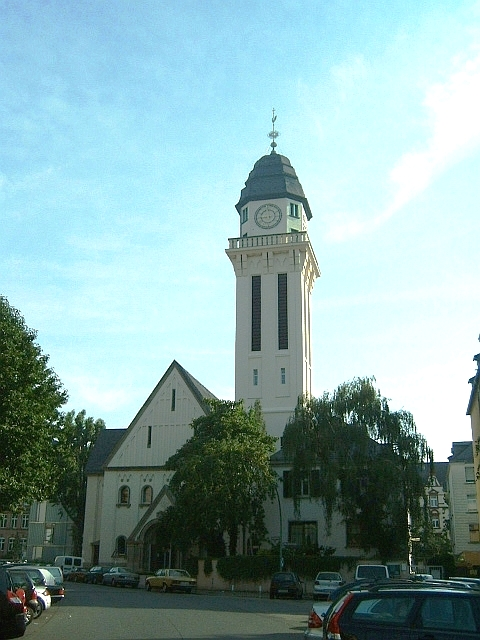
Markuskirche 2006 (Frontseite)

Die Markuskirche ist eine evangelische Kirche im Frankfurter Stadtteil Bockenheim in der Markgrafenstraße, zwischen Falk- und Wurmbachstraße. Sie wurde 1912 errichtet und im Zweiten Weltkrieg 1944 bei den Luftangriffen auf Frankfurt am Main zerstört. 1952 bis 1954 wurde sie von den Architekten Helmuth Hartwig und Edeltraut Hartwig wieder aufgebaut.
Bis 2003 wurde sie als Gemeindekirche der Evangelischen Markusgemeinde genutzt, nach deren Zusammenlegung mit der St. Jakobsgemeinde als Kirche der Evangelischen Gemeinde Bockenheim. 2004 begann der Umbau zum Zentrum Verkündigung der Evangelischen Kirche in Hessen und Nassau (EKHN). Das Zentrum arbeitet in den drei Fachbereichen
- Gottesdienst, Kunst und Kultur,
- Missionarisches Handeln und Geistliches Leben,
- Kirchenmusik

Gotteshaus der Evangelischen Gemeinde Bockenheim ist jetzt die St.-Jakobs-Kirche.